# Mirsad Fazlagić
Mirsad Fazlagić (Čapljina, 4 aprile 1943) è un ex calciatore jugoslavo, di ruolo difensore.

## Carriera
Giocò per quasi tutta la carriera nel FK Sarajevo, con cui vinse un campionato iugoslavo nel 1967. In Nazionale prese parte alle Olimpiadi del 1964, terminate al sesto posto, ed agli Europei del 1968, persi in finale contro l'Italia.

## Palmarès

### Giocatore

#### Competizioni nazionali
- Campionato jugoslavo: 1

Sarajevo: 1966-1967